# Кабаклы (Чановский район)
Кабаклы — деревня в Чановском районе Новосибирской области. Входит в состав Землянозаимского сельсовета. Название происходит из тюркского кабак — «косогор, яр, берег».

## География
Площадь деревни — 39 гектаров.

## Население
| 2002 | 2007 | 2010 |
| ---- | ---- | ---- |
| 331  | ↗332 | ↘267 |

## Инфраструктура
В деревне по данным на 2007 год функционируют 1 учреждение здравоохранения и 2 учреждения образования.